# هجوم شمال الرقة (مايو 2016)
كان هجوم شمال الرقة (مايو 2016) هجومًا عسكريًا شنته قوات سوريا الديمقراطية بقيادة الأكراد ضد دولة العراق والشام الإسلامية في شمال محافظة الرقة، بغية التحضير لهجوم في المستقبل على مدينة الرقة. وقد بدأ الهجوم بالتنسيق مع الضربات الجوية التي قامت بها قوة المهام المشتركة – عملية العزم الصلب التي تقودها الولايات المتحدة. بعد 30 مايو، توقف الهجوم، حيث حولت قوات قسد تركيزها ومواردها إلى عملية أخرى في شمال محافظة حلب.